# Лазизи, Тарек
Тарек Лазизи (фр. Tarek Lazizi; род. 8 июня 1971, Алжир) — алжирский футболист, защитник.

## Карьера

### Клубная карьера
Во взрослом футболе дебютировал в 1987 году в клубе «МК Алжир», где играл на протяжении следующих девяти сезонов.
В 1996 году перешёл в тунисский клуб «Стад Тюнизьен», в котором провёл два сезона, а затем переехал в Турцию, где стал выступать за «Генчлербирлиги». В 1999 году вернулся в родной клуб «МК Алжир», с которым в первом же сезоне стал чемпионом Алжира.
Завершил профессиональную карьеру футболиста в 2003 году в клубе «Атлантис», за который выступал с 2003 года.

### Карьера в сборной
В 1989 году дебютировал в официальных матчах в составе национальной сборной Алжира. Его первый матч за сборную состоялся в отборочном этапе Кубка африканских наций 1990. На турнире команда смогла одержать победу, завоевав титул континентального чемпиона.
Лазизи также входил в состав сборной, представлявшей страну на Кубке африканских наций 1996. Всего в составе сборной принял участие в 60 матчах, забив 10 голов.

## Достижения
«МК Алжир»
- Чемпион Алжира: 1998/99